# Xa lộ Liên tiểu bang 96
Xa lộ Liên tiểu bang 96 (tiếng Anh: Interstate 96 hay viết tắt là I‑96) là xa lộ liên tiểu bang nội tiểu bang nằm hoàn toàn bên trong tiểu bang Michigan của Hoa Kỳ.  Điểm đầu phía tây của nó nằm tại một nút giao thông khác mức với Quốc lộ Hoa Kỳ 31 (US 31) và Quốc lộ Thương mại Hoa Kỳ 31 (BUS US 31) trên ranh giới phía tây của thành phố Norton Shores ở phía đông nam thành phố Muskegon. Điểm đầu phía đông của nó là tại I-75 gần Cầu Ambassador trong thành phố Detroit. Từ thành phố Detroit đến thành phố Grand Rapids, nó chạy song song với cựu Quốc lộ Hoa Kỳ 16 (nay có tên gọi là Grand River Avenue) và không chạy cách xa cựu quốc lộ này hơn vài dặm.
Đoạn đường thuộc Quận Wayne của I-96 ban đầu được đặt tên là Xa lộ cao tốc Jeffries từ điểm đầu phía đông đến điểm giao cắt với I-275 và M-14 và được cắm biển như thế cho đến khi tiểu bang Michigan tên riêng khỏi biển dấu vào thập niên 1980.  Mặc dù cư dân khu vực này vẫn còn gọi xa lộ cao tốc này bằng tên Jeffries nhưng phần đường nằm trong thành phố Detroit đã được lập pháp tiểu bang đặt tên lại là Xa lộ Tưởng niệm Rosa Parks vào tháng 12 năm 2005.

## Mô tả xa lộ

### Vùng đô thị Detroit

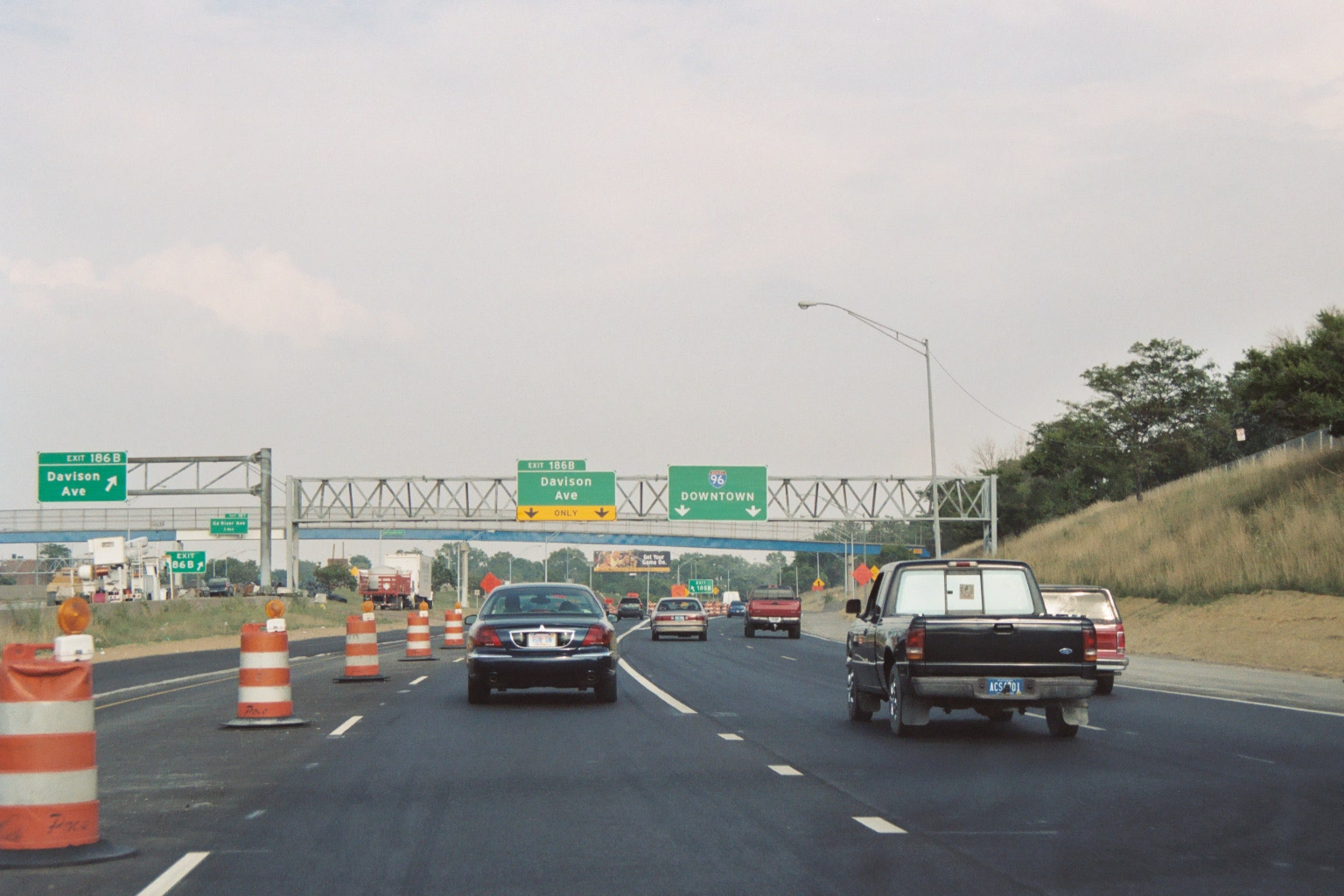
I-96, chiều đi hướng đông tại Đường Davison, đây là điểm chia tách của xa lộ cao tốc và đường phố địa phương

Xa lộ Liên tiểu bang 96 bắt đầu từ một nút giao thông khác mức với Quốc lộ Hoa Kỳ 31 tại thành phố Norton Shores, Michigan gần thành phố Muskegon.  Từ chỗ bắt đầu này, xa lộ có một dải đất cỏ làm dải phân cách và 2 làn xe mỗi chiều. I-96 bắt đầu với hướng đông nam một đoạn đường dài khoảng 10 dặm (16 km) cho đến khi đến Nunica.  Tại điểm này, nó quay sang hướng đông-đông nam khoảng 25 dặm (40 km) cho đến khi đến thành phố Grand Rapids. Chẳng bao lâu trước khi đến thành phố Grand Rapids, I-96 giao cắt với Quốc lộ Hoa Kỳ 131 và vượt qua Sông Grand lần đầu tiên. Khoảng 3 dặm (4,8 km) sau khi đi qua US 131, I-96 đi hướng nam khoảng 3 dặm (4,8 km) đến một điểm giao cắt với Xa lộ Liên tiểu bang 196, một xa lộ phụ của I-96 bắt đầu trong thành phố Grand Rapids và kết thúc tại I-94 gần Benton Harbor.  Trong 10 dặm (16 km) kế tiếp, I-96 đi theo hướng đông nam.  Sau khi rời thành phố Grand Rapids, I-96 chạy theo hướng đông khoảng 25 dặm (40 km). Sau đó I-96 quay hướng đông nam gần thành phố Portland, đi qua Sông Grand lần thứ hai, và tiếp tục hướng đông nam khoảng 18 dặm (29 km).  I-96 sau đó nhập với I-69 nằm bên ngoài thành phố Lansing. Hai xa lộ này chạy trùng nhau khoảng 6,5 dặm (10,5 km) kế tiếp theo hướng nam. Trong khi I-96 được cắm biển chung với I-69, I-496 khởi nguồn và tách ra từ xa lộ và đi qua thành phố Lansing cho đến khi nó gặp I-96 trở lại ở phía nam thành phố Lansing. Sau khi I-69 tách khỏi I-96 ở tây nam Lansing, I-96 có một đoạn ngắn dài khoảng 2 dặm (3,2 km) đi hướng đông nam và sau đó nó đi theo hướng đông-đông nam khoảng 30 dặm (48 km). Gần thành phố Farmington, I-96 quay hướng nam và nhập với I-275; I-696 khởi nguồn tách ra từ điểm giao cắt này và chạy theo hướng đông đến I-94. I-96 được cắm biển chung với I-275 khoảng 7,5 dặm (12,1 km). Tại Livonia, I-96 tách ra khỏi I-275 và quay hướng đông đi về phía thành phố Detroit.  Sau lối ra Đường Outer, làn xe cao tốc bắt đầu trong hai chiều xe. Ba dặm (4,8 km) từ nơi I-96 đi vào thành phố Detroit là một nút giao thông lập thể khổng lồ với M-39 (Xa lộ cao tốc Southfield). I-96 quay hướng đông nam tại đây và đi vào thành phố Detroit nơi nó trở thành Xa lộ cao tốc Tưởng niệm Rosa Parks. I-96 giao cắt I-94 bên trong thành phố Detroit. Hai dặm sau nút giao thông lập thể với I-94, I-96 tới điểm đầu phía đông của nó tại I-75 (có tên là Xa lộ cao tốc Fisher).

## Xa lộ phụ trợ

### Xa lộ phụ
I-96 có bốn xa lộ phụ trợ (xa lộ có 3 chữ số), kết nối nó với các phố chính và các thành phố khác. I-196 là một xa lộ tương đối dài, bắt đầu tại I-96 ở phía đông phố chính thành phố Grand Rapids và đi hướng tây qua phố chính thành phố Holland, và rồi hướng nam đến I-94 gần thành phố Benton Harbor. I-296 (không có biển dấu) kết nối I-96 ở phía bắc phố chính thành phố Grand Rapids với I-196 tại phố chính, và được cắm biển dấu là US 131. I-496 là một xa lộ vòng đi qua phố chính thành phố Lansing mà I-96 đi tránh qua phía nam, và I-696 là một đường tránh phía bắc của thành phố Detroit, kết nối I-96 tại Novi với I-75 tại Royal Oak và I-94 tại St. Clair Shores.

### Xa lộ thương mại
Xa lộ Liên tiểu bang 96 hiện tại có hai xa lộ thương mại: xa lộ vòng đi quanh thành phố Lansing và xa lộ vòng đi quanh thành phố Howell. Cả hai xa lộ vòng này đi theo con đường cũ của Quốc lộ Hoa Kỳ 16 với các đường kết nối đi đến I-96. Một xa lộ nhánh ngắn đi vào Muskegon từng tồn tạiexisted, chạy trùng với một đoạn của BUS US 31 dọc theo cựu Quốc lộ Hoa Kỳ 16, nhưng nó đã bị loại bỏ. The second spur ran into downtown Portland until it was decommissioned in 2007. Hai xa lộ trong khu vực thành phố Detroit — một xa lộ vòng đi quanh thành phố Farmington và một xa lộ nhánh đi vào thành phố Detroit — cả hai sử dụng Đường Grand River (cựu Quốc lộ Hoa Kỳ 16), và kết thúc tại điểm đầu tạm thời củab I-96 gần Đường Purdue, bị loại bỏ khi I-96 được dời đến Xa lộ cao tốc Jeffries được xây xong năm 1977. Ngày 31 tháng 10 năm 2007, một xa lộ nhánh ngắn đi vào Portland bị giải thể và được giao lại cho Thành phố Portland.